# يوسف أبجاوي
هو مغني وملحن وشاعر أمازيغي جزائري يؤدي أغنية الشعبي ولد في 16 ديسمبر عام 1932 في قرية أيت علوان بلدية أكفادو دائرة سيد عيش ولاية بجاية شرق العاصمة وتوفي في 28 أكتوبر 1996 في باريس الفرنسية اثر مرض عضال ودفن في مسقط رأسه .

## حياته وغناؤه
ترعرع في منطقته ورحل إلى العاصمة ليأخذ هناك الفن الشعبي عن كبار المغنين الذين هم من منطقته كالعنقى وسليمان عزام والحاج الغافور ومحبوبتي ليظهر في سنوات الستينات والسبعينات على شاشة التلفزيون الجزائري ولكنه هاجر في التسعينا إلى فرنسا كبقية الفنانين هربا من الإرهاب إلى أن توفي هناك تاركا العشرات من الأسطوانات والتسجيلات.